# 불교 아나키즘
불교 아나키즘은 아나키즘의 이념을 불교(특히 선)의 가르침과 관련시킨 개념이다.

## 삼상에 보는 아나키즘
상좌부 불교에서는 다음의 3개의 생각이 삼상(팔리어: tilakkhana)이라고 불려 불교의 특징으로 되어 있다.
1. 고 (duhkha) - 정신과 육체가 핍박되고 있는 것.
2. 무상 (anicca) - 이 세상의 모든 것은 계속 항상 변화하는 것.
3. 무아 (anatta) - 나는 없다, 즉, 나의 것은 없다, 나는 없다, 나의 본질은 없다는 것.

따라서 윤회에 완벽한 상태는 없고, 인간과 세계가 끊임 없이 변화해 가는 것과 같이, 모든 인공물은 비영구적이고 불완전하다. 그 뿐만이 아니고, 물질적인 부도 권력도 영속적인 행복에는 결코 연결되지 않고, 눈앞만의 만족감은 부의 윤회를 재생산하는 것에 지나지 않는다. 확실히 개인의 자유는 아나키즘의 숭고한 이상이지만, 나라는 것이 본질적으로 외계와 불가분인 이상, 결국은 그것도 보편적인 인간성을 저해하게 되는 것이다.
불교 아나키스트는 국가는 권력으로의, 자본주의는 물질적인 부로의 욕망을 부추기기 위한 제도이며, 이 두 가지가 압박과 고통을 낳고 있다고 주장한다. 불교 아나키즘의 관점으로부터 하면, 다른 사람을 지배하려는 것은 그 상대를 괴롭히는 것 밖에 안되며, 그리고 결국은 지배하려고 한 자기 자신도 괴로워하게 된다고 한다. 축재등이라고 한 물질적인 부로의 집착도, 자본주의자와 그 일상대를 위해서 고통에 시달리는 것과 같다. 또, 개개인이 물질을 소비하는 것은 불필요하고 파괴적인 행위조차 있다고 보는 점에서 불교는 자본주의와 근본적으로 대립한다.
불교도에서 자비는 근본적인 무사의 표현이다. 모두는 아니라도, 대부분의 정치단체는 불교의 기초인 팔정도와 대립하는 경향에 있다. 하지만, 인간에게의 배려는 불교의 실천자에게 있어서는 대개 순풍이 된다. 따라서, 아나키즘의 유연한 이데올로기는 불교도에게 있어서는 받아들이기 쉬운 것으로 간주되고 있다. 불교와 아나키즘을 연결시켰다고 생각할 수 있는 인물은 우치야마 구도, 로버트 베이커 에이트켄, 헐 다얄, 존 케이지, 알렌 긴즈버그, 다이안 디 프리마, 케리 웬델 손리, 그리고 상황 주의자인 켄 납브 등을 들 수 있다. 아나키스트 표트르 크로폿킨은 원시적인 불교도의 커뮤니티를 상호부조의 원칙이 구현화된 것이라고 봐, 머슈 타나는 20세기 초두의 일본에서는 아나키즘 운동과 관계된 불교의 승려도 있었다고 지적했다.

## 그 외의 해석
임제종의 개조인 요우사이의 저작 흥선호국론에는 일반적인 아나키스트이면 누구나가 부정해야할 견해가 기록되고 있다. 이 책은 선종 자체에는 거의 언급하고 있지 않기 때문에, 이루는 대로, 학자 전사 등의 아나키즘의 본연의 자세를 방해하는 것은 아닌으로 해라, 오히려 일본  전통적인 군사주의에 뿌리내린 문학적, 심리학적인 가치관을 넓히는데 이용되었다. 후에 일본의 일부 아나키스트는 이 군사주의의 영향으로부터 전체주의자가 되었다.

### 아나키즘와 힌두 원리주의
인도의 아나키스트인 헐 다얄은 고대 아리아 문화의 실현은 불교의 이상과 같이 아나키즘에 의한 것이다고 생각했다. 아리야 사마지의 창설자인 다야난다 사라스와티에 영향을 받은 저명한 산스크리트 연구자인 그는, 고대 베다 문화를 재현하는 운동을 바랐다. 또 그는 샌프란시스코의 세계산업노동자(IWW)로 활동해, 불교와 유럽의 혁명 사상, 특히 미하일 바쿠닌의 사상을 융합시키는 것에 의해서 인도에서 영국 세력의 구축을 시도한 가달당의 중심 인물이기도 하다.
불교와 힌두교의 관계에 대해서는 현재도 논쟁이 있다. 그 일례로서는, 양자에서의 아리아라는 말의 의미의 상위에 대한 것이 있다.

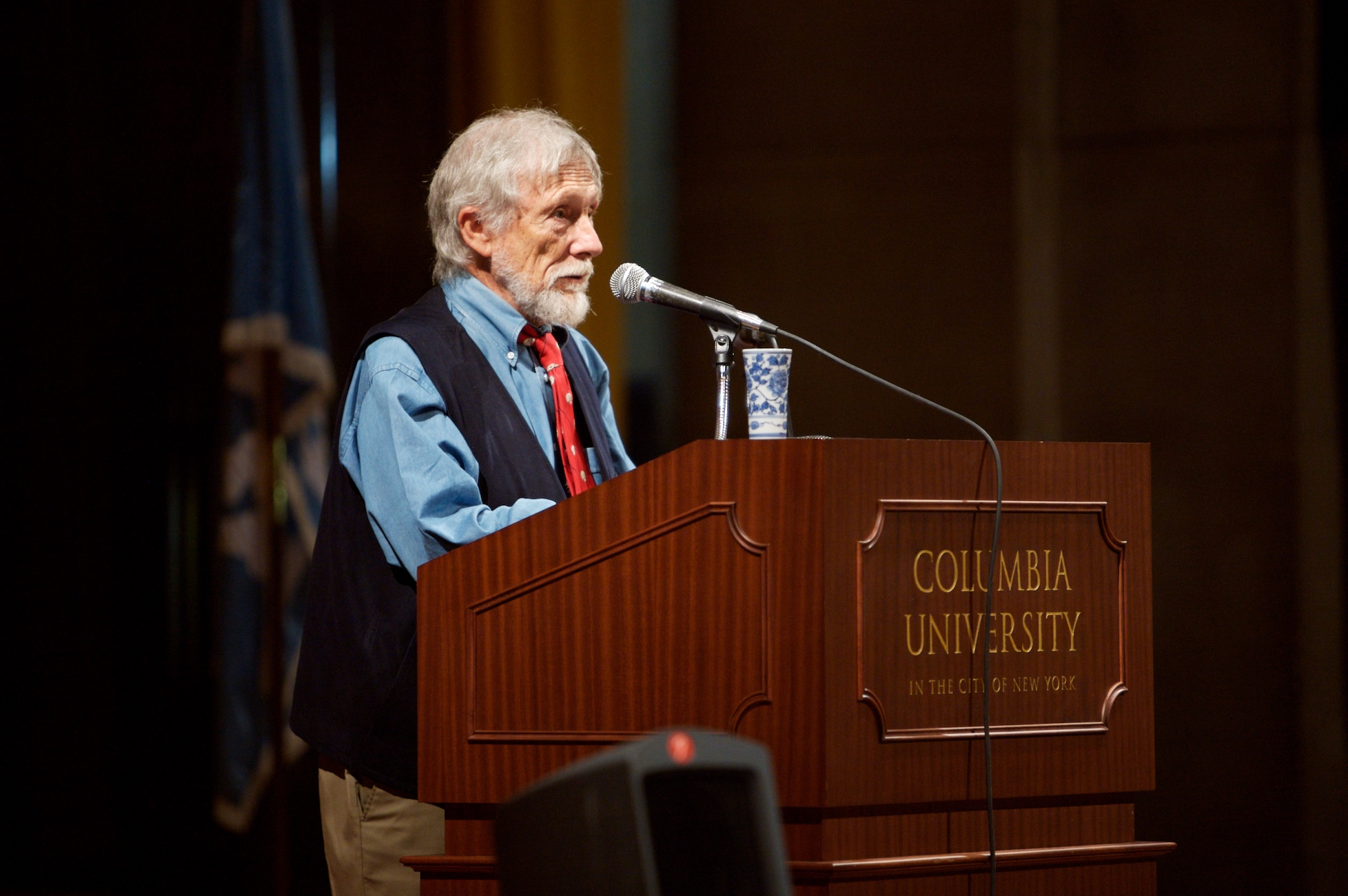
게이리 슈나이더(2007년)

### 선히피
1950년대의 캘리포니아에서는 비트족의 출현에 의해서 불교 아나키즘은 새로운 국면을 맞이하고 있었다. 게이리 슈나이더나 다이안 디 프리마는 그 일례이다. 슈나이더는 1958년의 잭 케루악의 소설 선히피("The Dharma Bums")의 등장인물, 쟈피 라이더("Japhy Rider")의 모델이 되었다. 슈나이더는 일본에 장기간 체재하고 선을 배워, 1961년에 발표한 불교 아나키즘("Buddhist Anarchism")에 두고, 서양에서의 자비는 사회혁명이다. 동양에서의 자비는 나와 무의 본질에 대한 개개의 통찰이라고 하고, 이 2개의 개념의 관계가 세계의 다른 부분으로부터 발생하는 것을 설명했다. 그는 시민 불복종, 솔직한 비판, 항의, 평화주의, 자발적인 빈곤, 그리고 때로는 온화한 폭력 등의 수단을 이용한 주장을 실시해, 유태 목표 자본주의적 크리스트교적 마르크스주의적 서양 세계에 의해서 금지되고 있다고 하는 대마를 들이마셔, 페요테를 먹어 복혼, 일부다처, 동성애를 실시하는 개인의 권리를 옹호 했다.
케루악 자신은 상당한 보수주의자이며, 최종적으로 기독교(가톨릭)에 갚았다. 그러나, 그가 선히피로 구체적으로 나타내 보인 것 같은, 화물열차를 타 여행해, 자연과 접촉해, 성적으로 모험도 해 본다는 자유롭고 파격적인 삶의 방법에는, 확실히 아나키즘의 숨이 느껴진다. 선히피를 포함한 그의 작품은, 기존의 자본주의 세계의 테두리를 찢고 살려는 젊은 세대나 아나키스트의 문화에 넓게 자극을 주었다. 선히피라는 그 자유분방한 스님 ("bhikku")의 이미지는, 전설적으로 미친 선승인 달마에 영향을 받고 있다. 케루악이 동경한 부랑자 선의 이미지는, 명확한 아나키즘의 이데올로기와 아무 관계도 없었다. 그러나, 거기에는 정상적인 사물의 흐름을 박살내, 사람들의 보통 생각을 파괴하는, 비록 그것이 개개인의 의식에 지나지 않았든, 국가에 지배된 사회의 연결을 약하게 할 가능성을 지닌, 그런 야성적이고 괴상해서 엉뚱한 무언가가 있었던 것이다.